# توفا

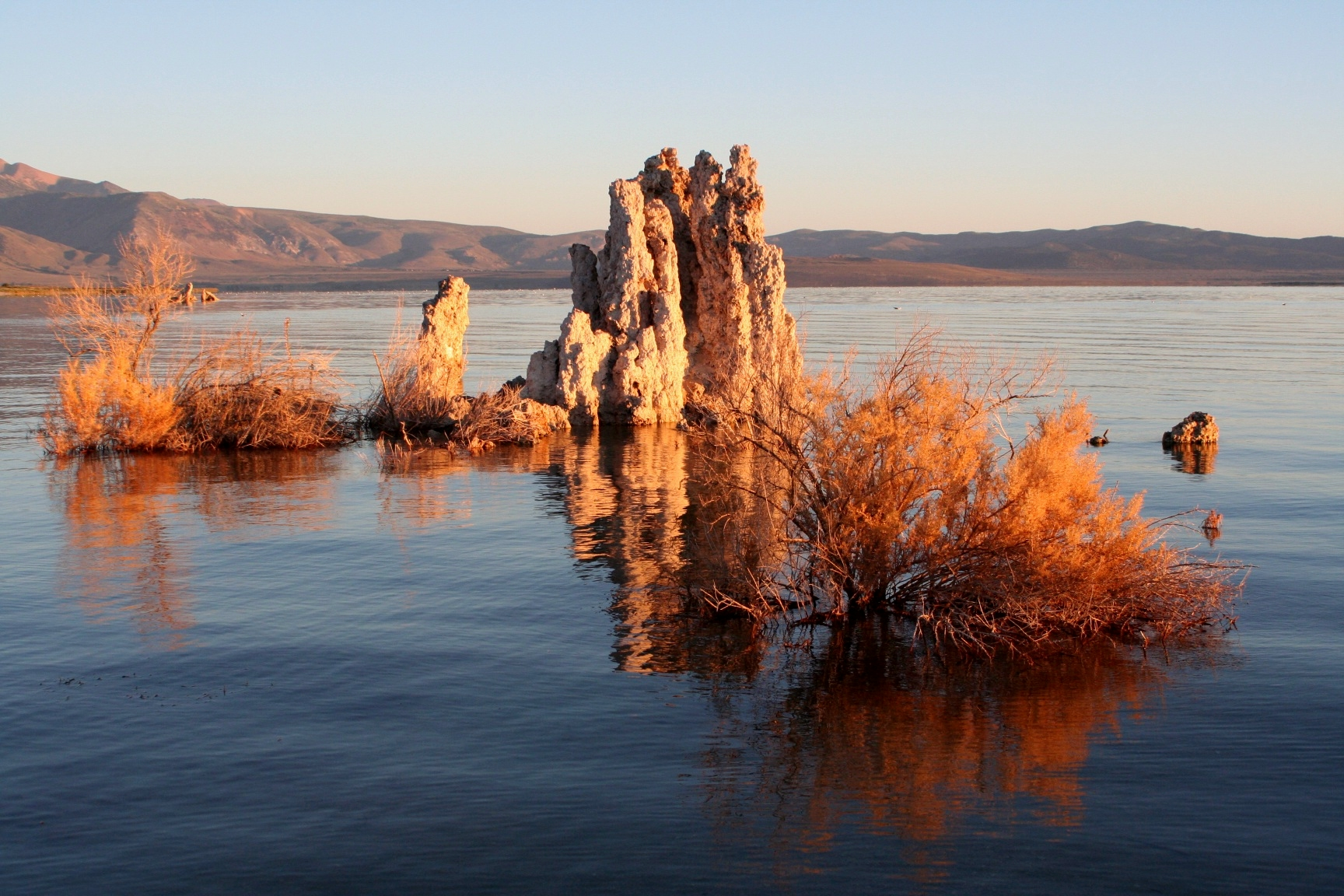
ستون‌های توفا در دریاچه مونو، کالیفرنیا

پوک‌سنگ یا توفا (انگلیسی: Tufa) نوعی سنگ‌آهک است که از ته‌نشینی کانی‌های کربناته در خارج از آب‌های دارای دمای اتاق شکل می‌گیرد. چشمه‌های آب گرم نیز گاهی نهشته‌های کربناته‌ای شبیه به توفا (ولی با تخلخل کمتر) تولید می‌کنند که به نام تراورتن شناخته می‌شود. توفا را نباید با سنگ‌های تراورتنی چشمه‌های آب گرم و نیز با توف که نوعی سنگ آتشفشانی متخلخل است اشتباه گرفت.